# Wiadukt w Milówce
Wiadukt w Milówce – wiadukt drogowy nad doliną rzeki Kameszniczanka w Milówce w województwie śląskim w ciągu drogi ekspresowej S1.
Wiadukt o łącznej długości 654 metrów wybudowany został przez przedsiębiorstwo Skanska w okresie lipiec 2004 – grudzień 2006.
Wiadukt opiera się na 27-metrowych podporach i składa się z 12 przęseł, w tym trzech łukowych o rozpiętości 103,8 m każde. Obiekt zrealizowany został unikalną
metodą rusztowań przejezdnych.
Na wiadukcie znajduje się jezdnia dwupasmowa.
Obiekt otrzymał nagrodę  Budowa drogowo-mostowa roku 2006 od Stowarzyszenia Inżynierów i Techników Komunikacji oraz  Dzieło mostowe roku 2008 od Związku Mostowców Rzeczypospolitej Polskiej.